# 匈牙利圣冠国家
匈牙利圣冠国家（匈牙利語：Magyar Szent Korona Országai）是对匈牙利国王名义上或实际上所统治的各个领地的称呼。

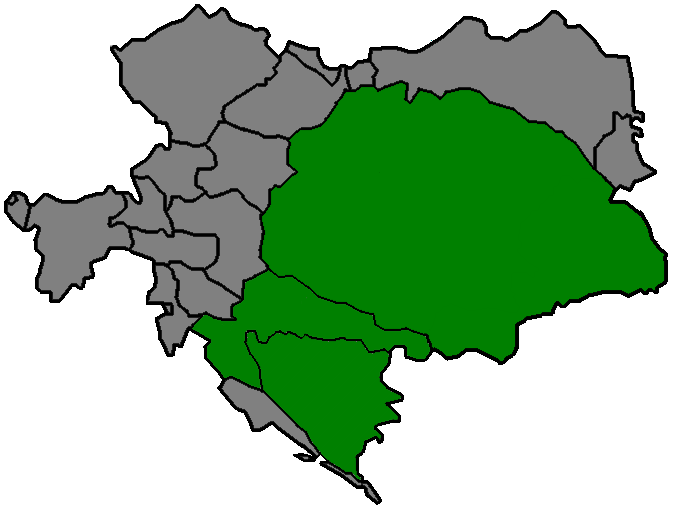
1914年的匈牙利圣冠国家：匈牙利王国、克罗地亚-斯拉沃尼亚王国以及波斯尼亚和黑塞哥维那共管领地

匈牙利圣冠国家并不等同于圣伊什特万王冠领地，后者自1867年3月30日至1918年11月16日完全从属于奥匈帝国的匈牙利部分。

## 头衔历史

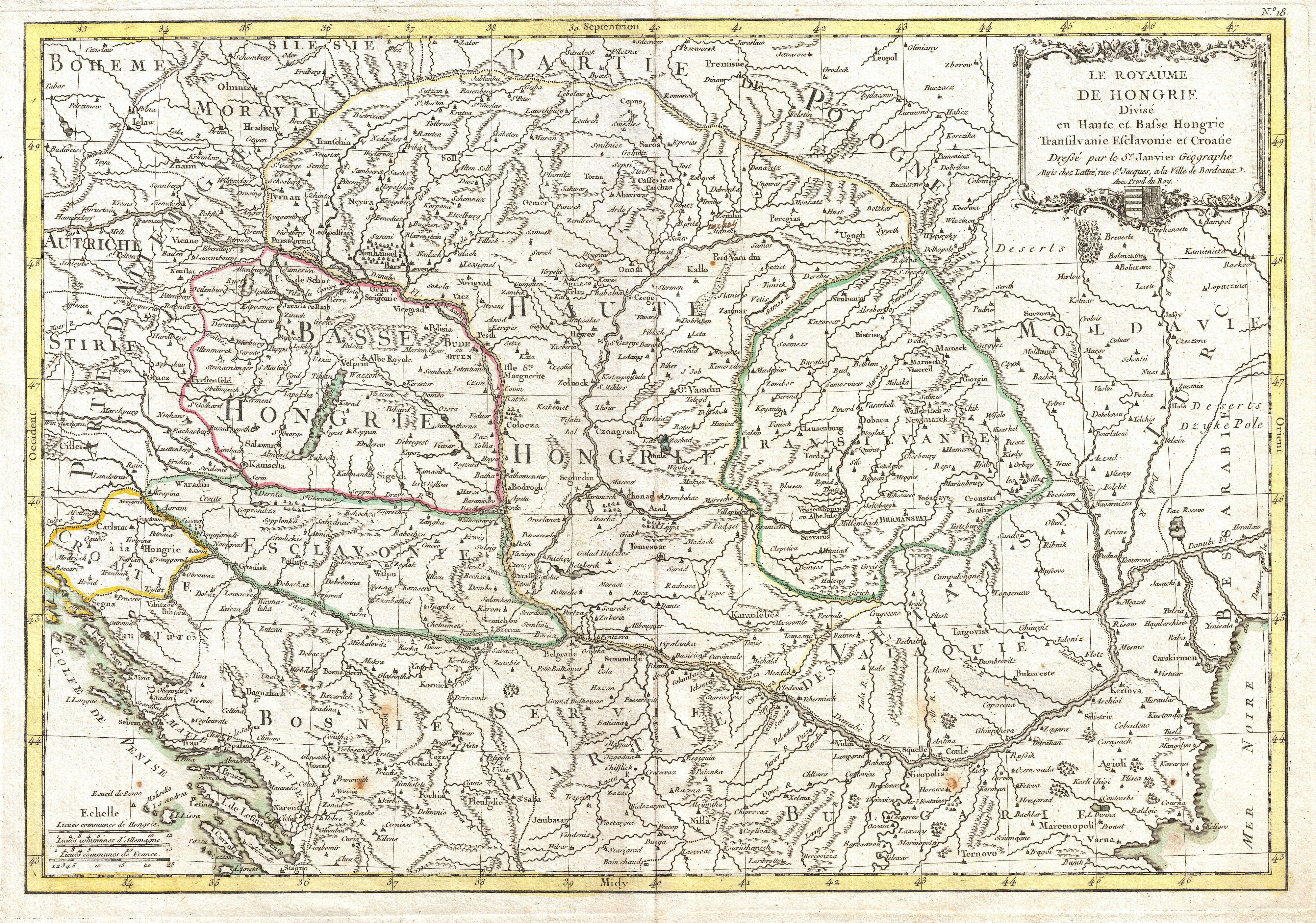
勒西厄尔·让维耶的匈牙利地图 (1771)

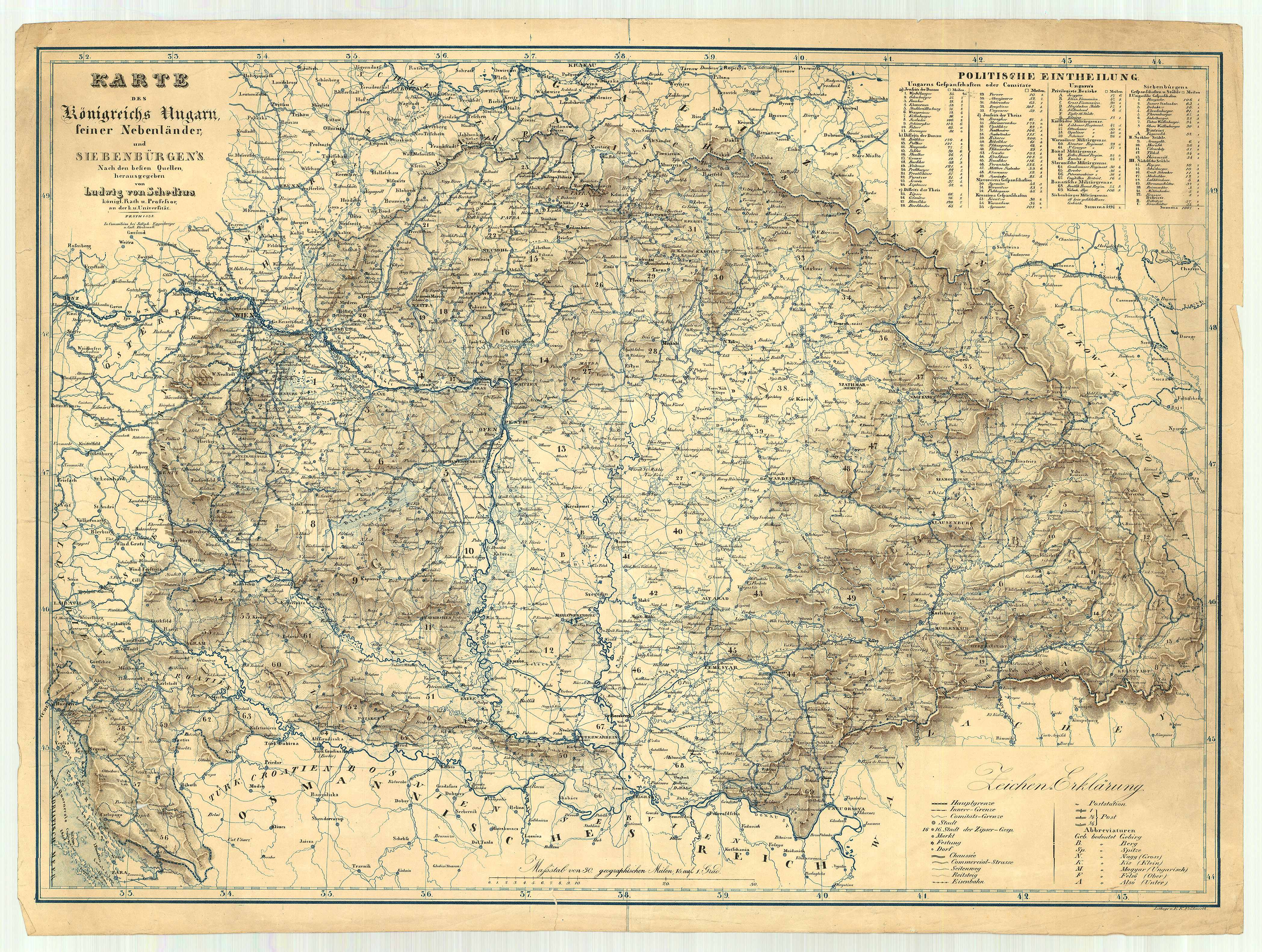
约翰·路德维希·冯·谢迪乌斯的匈牙利地图（1838）

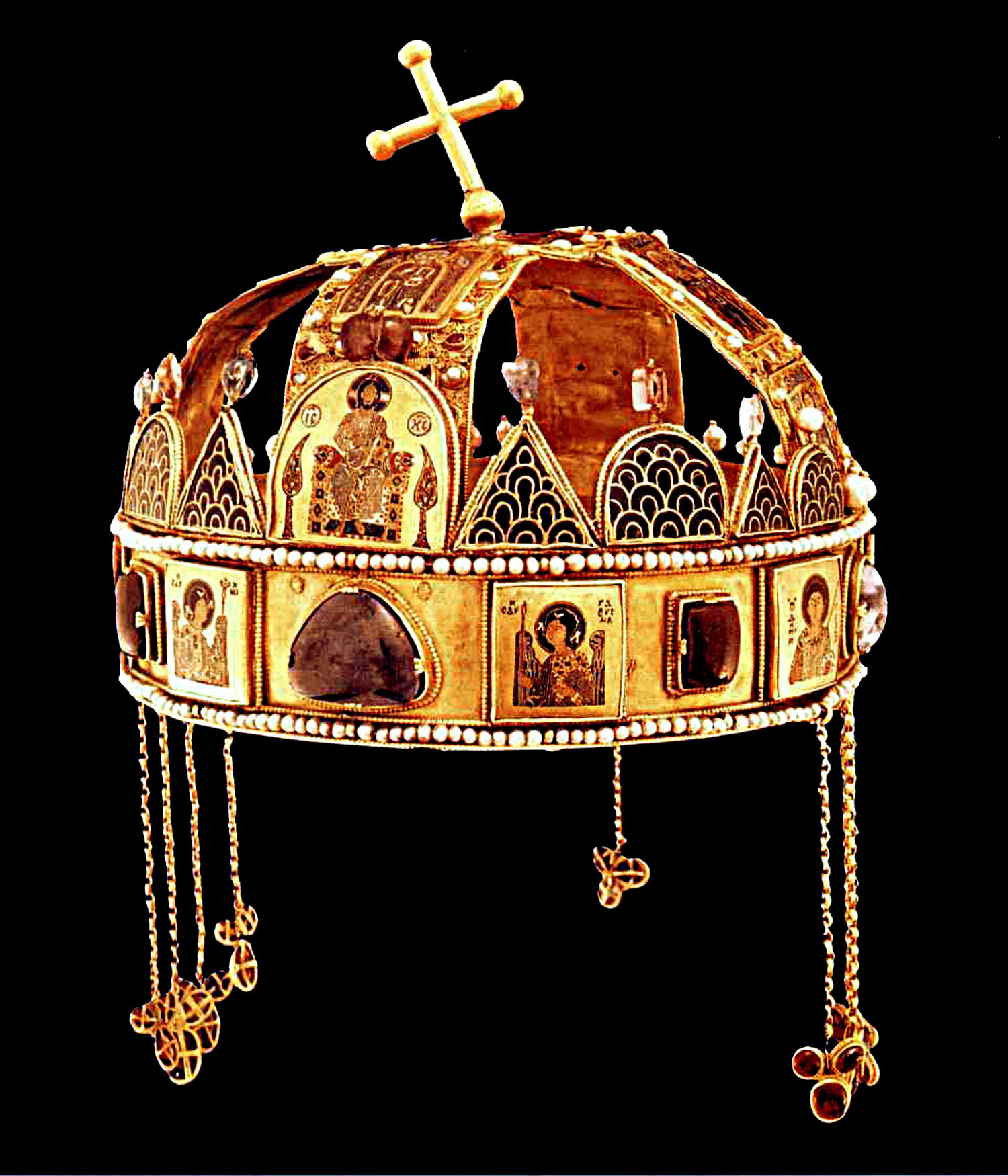
匈牙利圣冠

1091年，拉斯洛一世国王采用了“斯拉沃尼亚国王”的头衔。
1102年，在卡尔曼国王统治期间，克罗地亚王国与匈牙利王国结成共主邦联，克罗地亚从而成为匈牙利境内的一个自治王国，并因此归属于匈牙利圣冠。此后历任匈牙利国王也都持有“克罗地亚和达尔马提亚国王”的头衔。
1136年，贝拉二世国王首次进攻波斯尼亚，并将波斯尼亚归属于匈牙利圣冠之下。 尽管波斯尼亚班领是匈牙利圣冠领地的一部分，但在中世纪的大部分时间里，它都是一个事实上的独立国家。
1137年，贝拉二世国王以波斯尼亚统治者的身份采用了“拉马国王”的头衔。贝拉二世还设立了较低一等的“波斯尼亚亲王”头衔，作为他已成年的儿子、即后来的拉斯洛二世的荣誉头衔。
在斯特凡·尼曼雅与其子武坎·尼曼雅向伊姆雷国王宣誓效忠之后，伊姆雷于1202年采用了“塞尔维亚国王”的头衔。
在安德拉什二世国王统治期间，加利奇公国被并入匈牙利圣冠国家，安德拉什二世采用了“加利西亚国王”的头衔。之后的历代匈牙利国王通常持有“洛多梅里亚和加利西亚国王”的称号。
在贝拉四世国王时期，匈牙利开始了对库曼汗国的扩张政策。贝拉四世支持对在喀尔巴阡山脉以南平原上生活的库曼异教徒中传播基督教。1228年，他建立了米尔科主教区，该主教区最初隶属于埃斯泰尔戈姆总主教区。当地的首席伊什潘承认了贝拉四世的权力，于是在1233年他采用了“库曼国王”的头衔。
伊什特万五世国王征服了保加利亚的领土，并把当地的贵族收为封臣，随后采用了“保加利亚国王”的头衔。

## 三个领地的诞生
1526年至1541年间，匈牙利逐渐分裂为由哈布斯堡君主国、奥斯曼帝国和特兰西瓦尼亚大公国所统治的三个部分。自16世纪起，王家匈牙利、克罗地亚和特兰西瓦尼亚被视为匈牙利圣冠的三个“领地”，与奥斯曼帝国所统治下的匈牙利分开。这些领地之间虽然有一些联系，但随着世纪的推移变得越来越自治。
在18世纪，匈牙利圣冠国家包括：匈牙利王国、克罗地亚王国、斯拉沃尼亚王国及阜姆、特兰西瓦尼亚大公国、克罗地亚军政国境地带、斯拉沃尼亚军政国境地带，以及塞尔维亚–匈牙利军政国境地带。
加利西亚是以匈牙利圣冠的名义被哈布斯堡王朝获得的，然而，它并没有被并入匈牙利。
在1848年匈牙利革命期间，匈牙利政府在《四月法令》中宣布特兰西瓦尼亚完全并入匈牙利。然而，在革命失败之后，奥地利的《三月宪法》规定特兰西瓦尼亚公国是一个完全独立于匈牙利的、单独的王冠领地。
1867年，匈牙利圣冠下的两个领地，即特兰西瓦尼亚和匈牙利在1867年奥地利-匈牙利折衷方案中重新统一，而克罗地亚-斯拉沃尼亚王国则在匈牙利圣冠内保持并加强了其作为自治王国的地位。1881年，克罗地亚和斯拉沃尼亚的军政国境地带被废除，被并入克罗地亚-斯拉沃尼亚王国。
第一次世界大战后，特兰西瓦尼亚被割让给罗马尼亚，克罗地亚（含斯拉沃尼亚）组成了斯洛文尼亚人、克罗地亚人和塞尔维亚人国（在1918年12月1日与塞尔维亚王国合并，形成了南斯拉夫王国）。而阜姆则短暂地成为了阜姆自由邦，直至1924年被割让给意大利。匈牙利南部省份（巴纳特、巴奇卡和巴兰尼亚地区，包括泰梅什城堡州西部、托龙塔利城堡州、巴奇-博德罗格城堡州和巴兰尼亚城堡州）被作为巴纳特、巴奇卡和巴兰尼亚省划归给南斯拉夫王国。

## 头衔列表
|     | 头衔                     | 第一位拥有此头衔的匈牙利统治者 |
| --- | ------------------------ | ------------------------------ |
| 1.  | 匈牙利国王               | 伊什特万一世                   |
| 2.  | 克罗地亚国王             | 卡尔曼                         |
| 3.  | 斯拉沃尼亚国王           | 拉斯洛一世                     |
| 4.  | 塞尔维亚国王             | 伊姆雷                         |
| 5.  | 加利奇大公               | 安德拉什二世                   |
| 6.  | 保加利亚国王             | 伊什特万五世                   |
| 7.  | 库曼国王                 | 贝拉四世                       |
| 8.  | 洛多梅里亚和加利西亚国王 | 卡罗伊一世                     |
| 9.  | 拉马国王                 | 贝拉二世                       |
| 10. | 达尔马提亚国王           | 卡尔曼                         |
| 11. | 耶路撒冷国王             | 安德拉什二世                   |
| 12. | 塞凯伊伊什潘             | 伊什特万一世                   |
| 13. | 沃伦亲王                 | 安德拉什亲王                   |